# آرپاجیک (یوسف‌علی)
آرپاجیک (به ترکی استانبولی: Arpacık) یک منطقهٔ مسکونی در ترکیه است که در یوسف‌علی واقع شده‌است. آرپاجیک ۱۳۸ نفر جمعیت دارد.